# 7 إيرس
ايرس 7 هو أحد كويكبات الحزام الكويكبي الذي يقع ما بين المريخ والمشتري، تم اكتشاف الكويكب في 13 أغسطس 1847 من قبل جون راسل هند كسابع كويكب يكتشف. تم تسميته بإيرس على أحد أسماء الملائكة في الأساطير اليونانية. يدور الكويكب كل 3.7 سنوات حول الشمس.
بقطر حوالي 200 كم يعتبر إيرس من أكبر كويكبات الحزام الكويكبي. حيث يدور حول نفسه كل 7.1 ساعة.